# NHL 2000
《NHL 2000》是一款由艺电加拿大制作、EA Sports发行的体育类游戏。本游戏最初于1999年8月在Windows等平台发行。本游戏是《NHL 99》的续作。
游戏的标语是“只有体育才会生存”。
游戏主要是模拟冰球比赛。
本游戏Windows与Playstation版本收到较好评价。